# Віково-статева піраміда

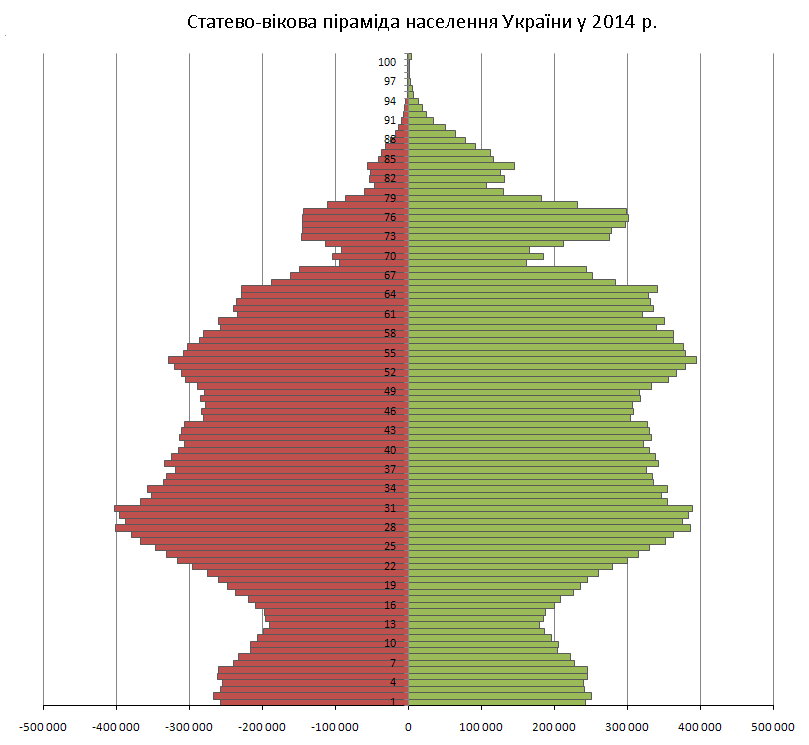
Статево-вікова піраміда населення України у 2014 р.

Віково-статеві піраміди — графічне зображення розподілу населення за статтю та віком, що використовується для характеристики статево-вікового складу населення.
Віково-статевий склад населення являє співвідношення віково-статевих груп — сукупностей людей однакового віку. Це основний елемент вікової структури населення. Залежно від мети дослідження розрізняють вікові групи однорічні та збільшені: п'яти і десятирічні. Однак для оцінки загальних структурних зрушень застосовують і більші вікові групи.
Віково-статеві піраміди являють собою діаграми, на яких кількість людей кожного віку (або їх частка у населенні) зображено горизонтальною смугою певного масштабу. Смуги розташовуються одна над одною за збільшенням значень віку, в лівій частині діаграми — для чоловіків, у правій — для жінок. Віково-статеві піраміди будуються, зазвичай, за річним або п'ятирічними віковими групами, а іноді й по десятирічних групах. Однак статево-вікові піраміди, побудовані за великим вікових груп, не розкривають детальні особливості вікового та статевого складу населення.
Склад віково-статевої структури населення перш за все є результатом еволюції відтворення населення. Тип відтворення населення, що формується процесами народжуваності та смертності в теперішній і минулі періоди, визначає співвідношення населення різних вікових груп.

## Типи віково-статевих пірамід

### Зростаюча
- Високий коефіцієнт народжуваності
- Велика частка молодих
- Низька частка літніх
- Коротка тривалість життя
- Зростання населення
- Характерна вікова структура більшості країн, що розвиваються

### Скорочувана
- Низький рівень народжуваності
- Низький відсоток молодих
- Велика частка дорослих і літніх
- Висока очікувана тривалість життя
- Старіння населення
- Населення залишається стабільним або знижується
- Характерна вікової структури найбільш розвинених країн

### Омолоджуюча
- типова для розвинених країн, які мають більш високий рівень народжуваності в результаті демографічної політики

## Галерея зображень

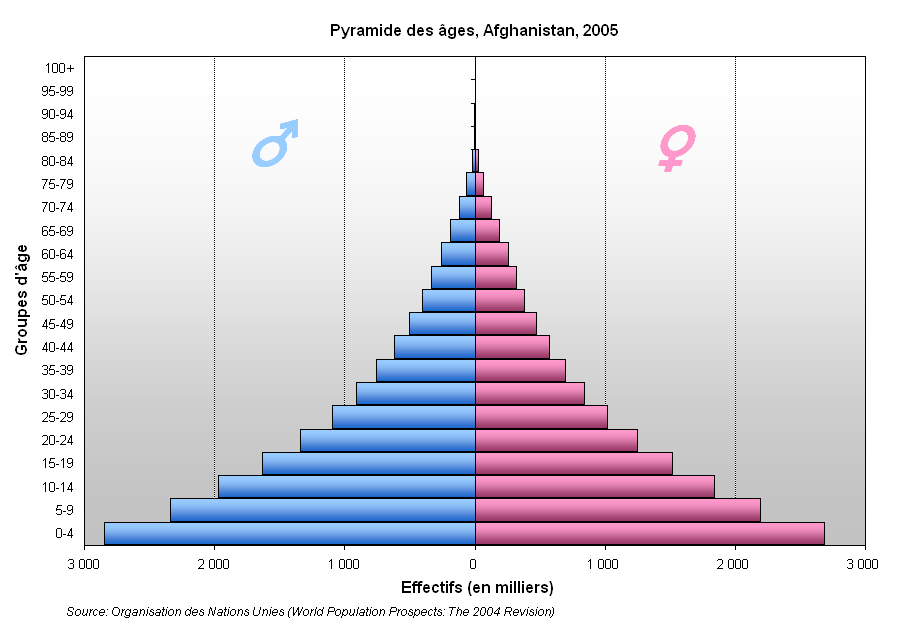
Піраміда Афганістану (етап 1 демографічного переходу)
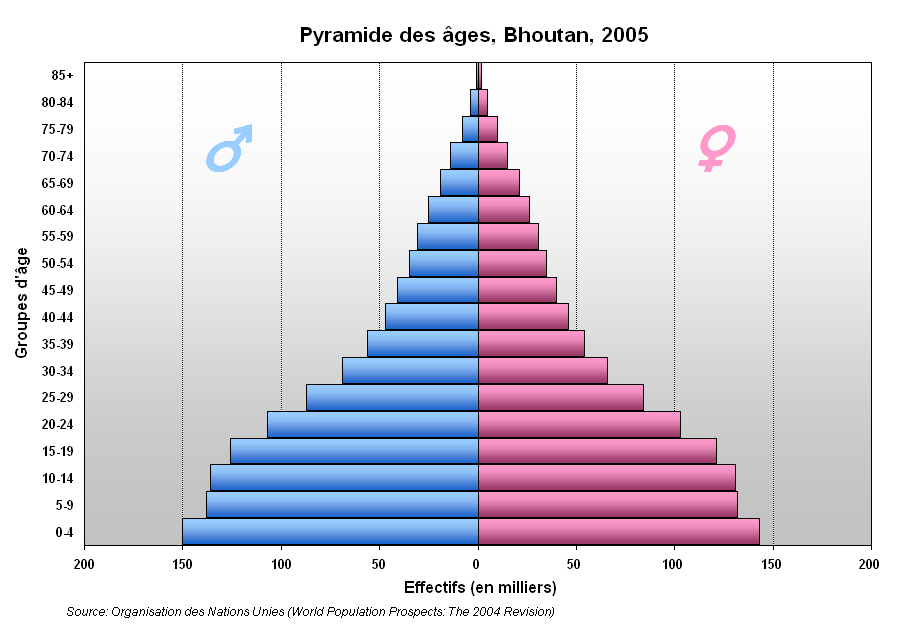
Піраміда Бутану (етап 2)
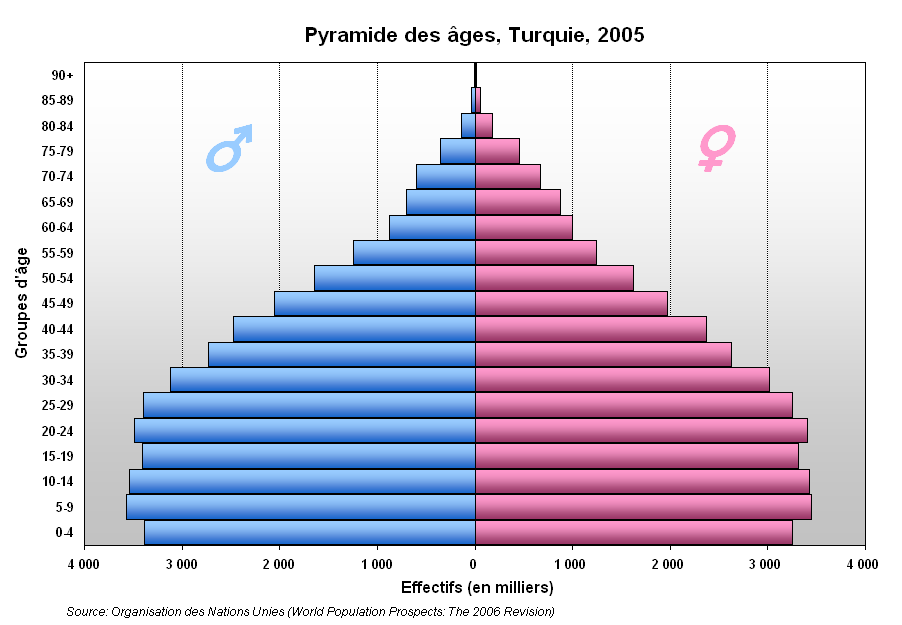
Піраміда Туреччини (етап 3)
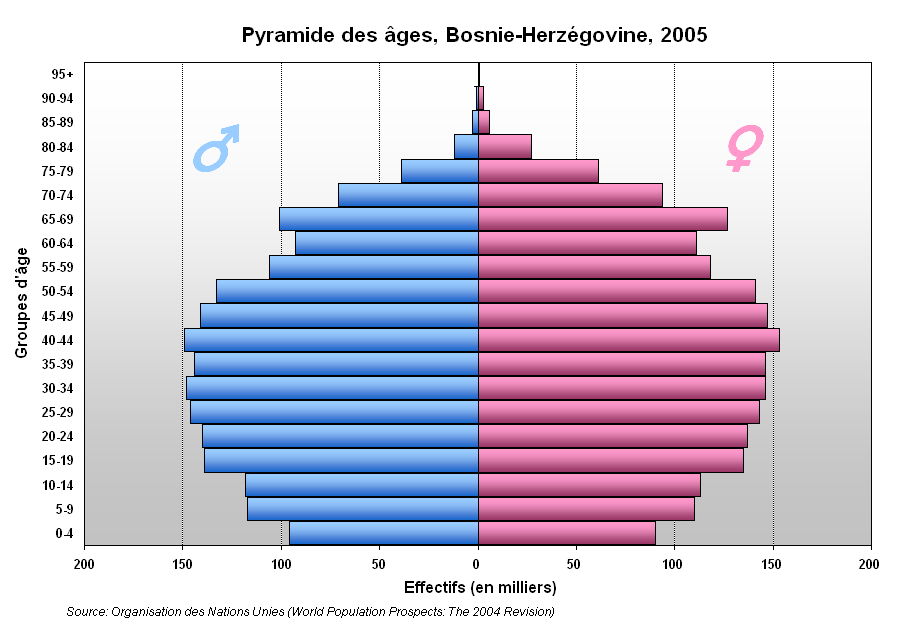
Боснія і Герцеговина (етап 4)